# Landunvez
Landunvez é uma comuna francesa na região administrativa da Bretanha, no departamento Finisterra. Estende-se por uma área de 13,59 km². Em 2010 a comuna tinha 1 517 habitantes (densidade: 111,6 hab./km²).